# Janneyrias
Janneyrias ist eine französische Gemeinde mit 1.911 Einwohnern (Stand: 1. Januar 2022) im Département Isère in der Region Auvergne-Rhône-Alpes. Sie gehört zum Arrondissement La Tour-du-Pin und zum Kanton Charvieu-Chavagneux. Die Einwohner werden Janneysiens genannt.

## Geografie
Die Gemeinde Janneyrias liegt 21 Kilometer östlich von Lyon an der Grenze zum Département Rhône. Umgeben wird Janneyrias von den Nachbargemeinden Villette-d’Anthon im Norden, Anthon im Nordosten, Charvieu-Chavagneux im Osten, Colombier-Saugnieu im Süden sowie Pusignan im Westen.

## Bevölkerungsentwicklung
| Jahr                       | 1962 | 1968 | 1975 | 1982 | 1990 | 1999 | 2010 | 2021 |
| Einwohner                  | 626  | 738  | 768  | 917  | 1018 | 1170 | 1485 | 1849 |
| Quellen: Cassini und INSEE |      |      |      |      |      |      |      |      |

## Sehenswürdigkeiten
- romanische Kirche Saint-Pierre
- alte Kapelle Saint-Ours
- Burgruine Malatrait mit Donjon

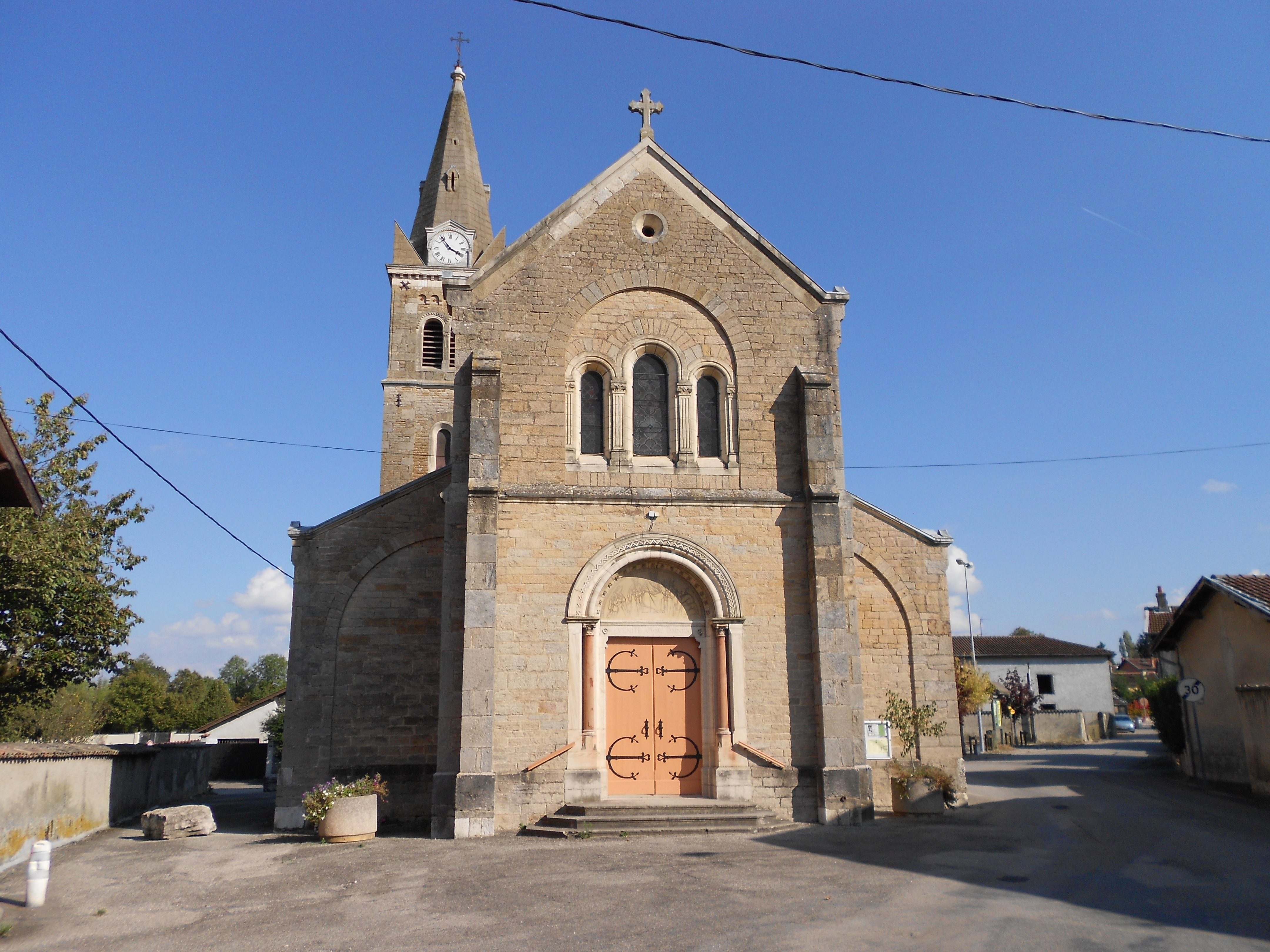
Kirche Saint-Pierre
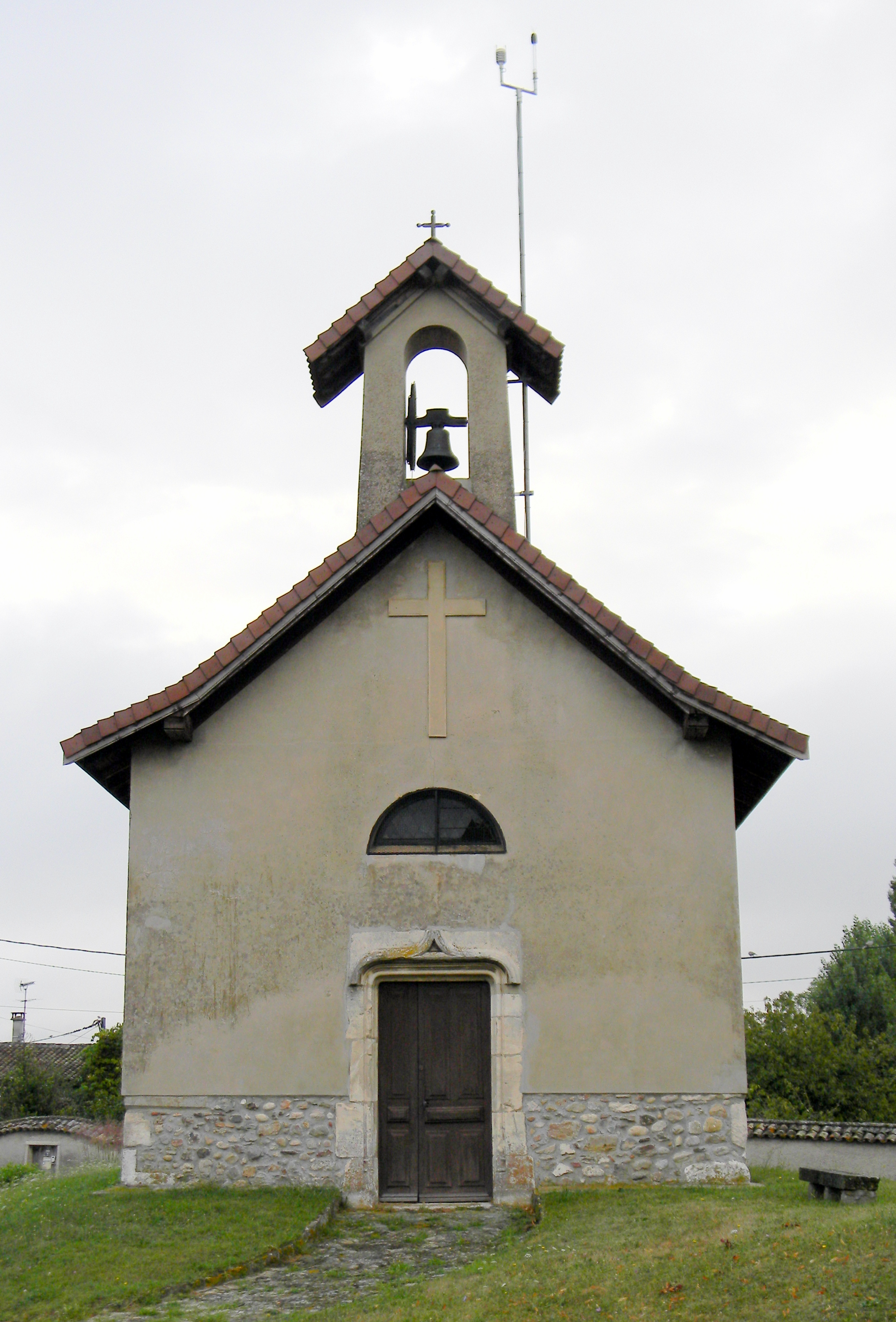
Kapelle Saint-Ours
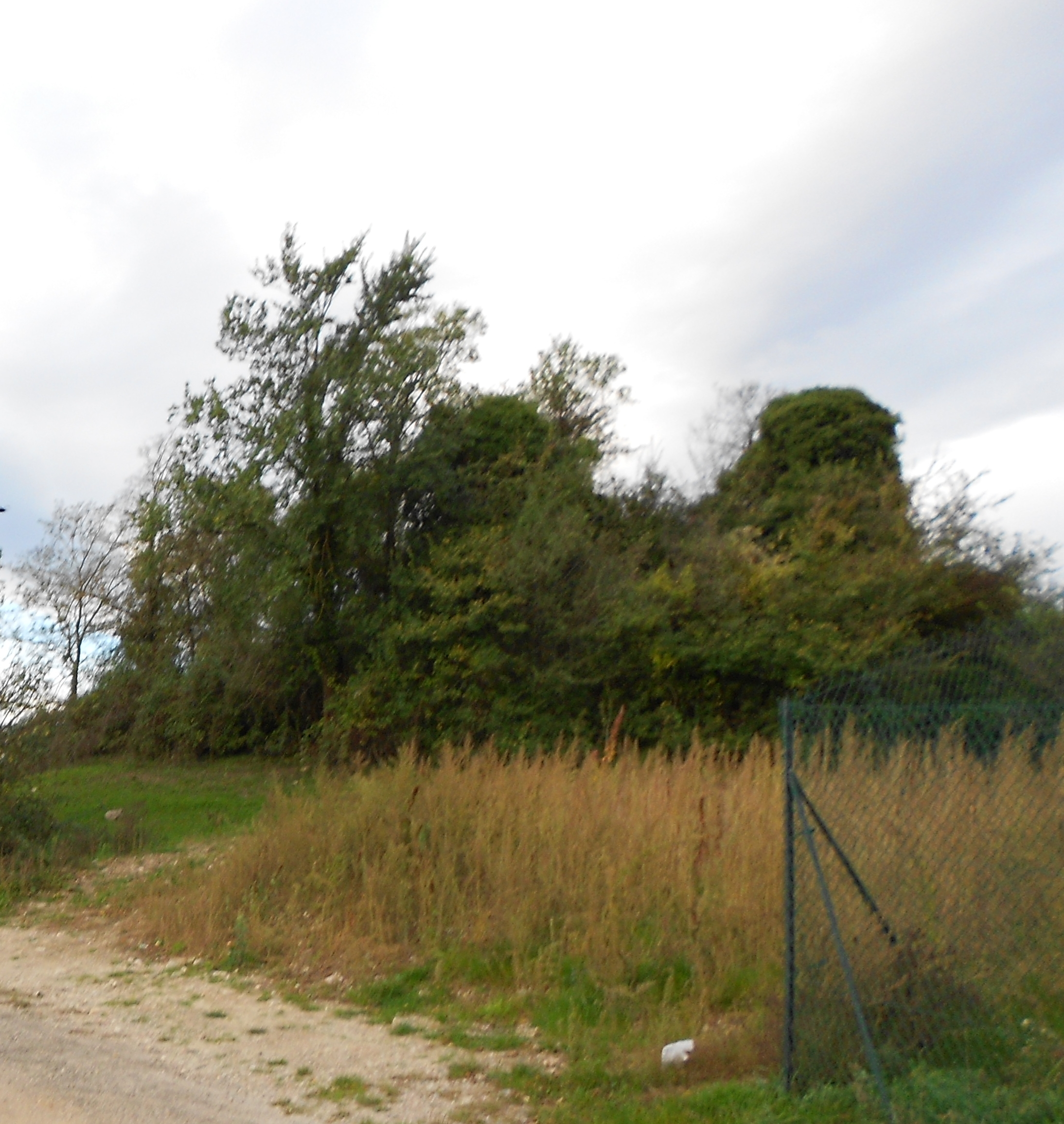
Burgruine Malatrait
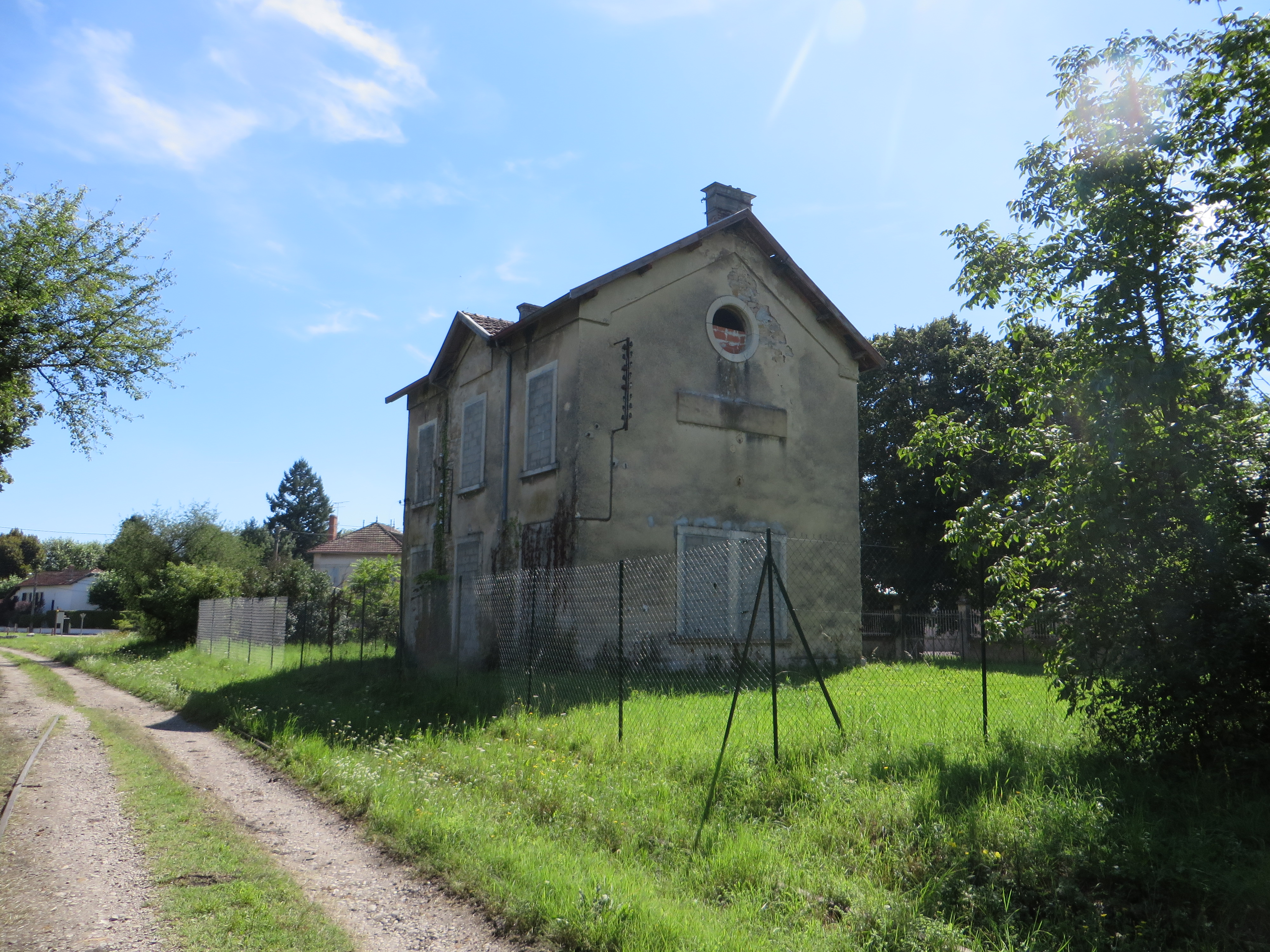
Ehemaliger Bahnhof

## Verkehr
Janneyrias hatte seit 1881 einen Bahnhof an der inzwischen abgebauten Bahnstrecke von Lyon nach Aoste-Saint-Genix (Chemin de fer de l'Est de Lyon). Der Personenverkehr wurde 1947 eingestellt.
Am Westrand der Gemeinde verläuft die Autoroute A432.